# Kanton Castelsarrasin-2
Kanton Castelsarrasin-2 is een voormalig kanton van het Franse departement Tarn-et-Garonne. Kanton Castelsarrasin-2 maakte deel uit van het arrondissement Castelsarrasin. Het werd opgeheven bij decreet van 27 februari 2014 met uitwerking op maart 2015.

## Gemeenten
Het kanton Castelsarrasin-2 omvatte de volgende gemeenten:
- Albefeuille-Lagarde
- Barry-d'Islemade
- Castelsarrasin (deels, hoofdplaats)
- Labastide-du-Temple
- Les Barthes
- Meauzac